# Wióry (Ćmielów)
Wióry (dawn. Wióry-Przepaść) – część miasta Ćmielów położona w województwie świętokrzyskim w powiecie ostrowieckim w gminie Ćmielów.

## Historia
Wióry-Przepaść w latach 1867–1954 należały do gminy Ćmielów w powiecie opatowskim w guberni kieleckiej. W II RP przynależały do woj. kieleckiego, gdzie 2 listopada 1933 utworzyła gromadę o nazwie Przepaść w gminie Ćmielów, składającą się ze wsi Przepaść i kolonii Wióry-Przepaść.
Podczas II wojny światowej włączona do Generalnego Gubernatorstwa (dystrykt radomski, powiat opatowski), nadal jako część gromady Przepaść w gminie Ćmielów, liczącej 424 mieszkańców.
Po wojnie w województwie kieleckim, nadal w gromadzie Przepaść, jednej z 14 gromad gminy Ćmielów w powiecie opatowskim.
W związku z reformą znoszącą gminy jesienią 1954 roku, Wióry weszły w skład nowo utworzonej gromady Przepaść, obejmującej wsie Jastków, Przepaść (z Wiórami), Skała, Wojnowice, Wólka Wojnowska, Glinka, Łysowody i Podgrodzie.
Gromadę Przepaść zniesiono 31 grudnia 1959, przy czym część jej obszaru – w tym wsie Przepaść i Skała oraz kolonię Wióry-Przepaść – wcielono do osiedla Ćmielowa. Po nadaniu Ćmielowowi statusu miasta 18 lipca 1962 – Wióry stały się częścią miasta.